# Oxford (Connecticut)
Oxford és una població dels Estats Units a l'estat de Connecticut. Segons el cens del 2005 tenia 11.709 habitants.

## Demografia
Segons el cens del 2000, Oxford tenia 9.821 habitants, 3.503 habitatges, i 3.798 famílies. La densitat de població era de 115,3 habitants/km².
Dels 3.503 habitatges en un 40,3% hi vivien nens de menys de 18 anys, en un 73,8% hi vivien parelles casades, en un 6,9% dones solteres, i en un 16,3% no eren unitats familiars. En el 12,6% dels habitatges hi vivien persones soles el 5,3% de les quals corresponia a persones de 65 anys o més que vivien soles. El nombre mitjà de persones vivint en cada habitatge era de 2,94 i el nombre mitjà de persones que vivien en cada família era de 3,21.
Per edats la població es repartia de la següent manera: un 27,1% tenia menys de 18 anys, un 5,9% entre 18 i 24, un 31,5% entre 25 i 44, un 26,7% de 45 a 60 i un 8,7% 65 anys o més.
L'edat mediana era de 38 anys. Per cada 100 dones de 18 o més anys hi havia 99,4 homes.
La renda mediana per habitatge era de 77.126 $ i la renda mediana per família de 77.126 $. Els homes tenien una renda mediana de 52.488 $ mentre que les dones 36.742 $. La renda per capita de la població era de 28.250 $. Aproximadament l'1,6% de les famílies i el 2,1% de la població estaven per davall del llindar de pobresa.